# Piazza di Nostra Signora del Pilar
La Piazza di Nostra Signora del Pilar (in spagnolo: Plaza de Nuestra Señora del Pilar, o semplicemente Plaza del Pilar) è una piazza di Saragozza e uno dei luoghi popolari più frequentati della città aragonese. 
Sulla piazza si affacciano le due cattedrali di Saragozza: la Basilica di Nostra Signora del Pilar, dove si venera l'omonima invocazione mariana, e la Cattedrale del Salvatore e per questo motivo è chiamata la Plaza de las Catedrales (in italiano Piazza delle Cattedrali). Oltre alle due chiese, sulla piazza si trovano il municipio, la Fontana dell'Ispanità, la Lonja, alcuni edifici giudiziari e un monumento a Goya, opera di Frederic Marès.
La piazza è nota come "El salón de la ciudad" (in italiano: il salotto della città), poiché vi si svolgono le principali feste pubbliche.